# Rabia Bachmann
Rabia Bachmann (nacida como Rabia Güleç, Núremberg, 5 de junio de 1994) es una deportista alemana de origen turco que compite en taekwondo. Su hermano Tahir también compite internacionalmente en taekwondo; está casada con el practicante de taekwondo Alexander Bachmann.
Ganó una medalla de bronce en el Campeonato Mundial de Taekwondo de 2013 y tres medallas de bronce en el Campeonato Europeo de Taekwondo, entre los años 2014 y 2018.

## Palmarés internacional
| Campeonato Mundial | Campeonato Mundial | Campeonato Mundial | Campeonato Mundial |
| Año                | Lugar              | Medalla            | Categoría          |
| ------------------ | ------------------ | ------------------ | ------------------ |
| 2013               | Puebla (México)    | Medalla de bronce  | –62 kg             |
| Campeonato Europeo |                    |                    |                    |
| Año                | Lugar              | Medalla            | Categoría          |
| 2014               | Bakú (Azerbaiyán)  | Medalla de bronce  | –62 kg             |
| 2016               | Montreux (Suiza)   | Medalla de bronce  | –62 kg             |
| 2018               | Kazán (Rusia)      | Medalla de bronce  | –62 kg             |